# Begonia macintyreana
Espèce
Begonia macintyreana est une espèce de plantes de la famille des Begoniaceae.
Elle a été décrite en 2006 par Mark Hughes.